# Лукашув (Нижньосілезьке воєводство)
Лукашув (пол. Łukaszów) — село в Польщі, у гміні Загродно Злоторийського повіту Нижньосілезького воєводства.
Населення — 183 особи (2011).
У 1975-1998 роках село належало до Легницького воєводства.

## Демографія
Демографічна структура станом на 31 березня 2011 року:
|          | Загалом | Допрацездатний вік | Працездатний вік | Постпрацездатний вік |
| -------- | ------- | ------------------ | ---------------- | -------------------- |
| Чоловіки | 80      | 15                 | 54               | 11                   |
| Жінки    | 103     | 29                 | 52               | 22                   |
| Разом    | 183     | 44                 | 106              | 33                   |